# Why Jones Discharged His Clerks
Why Jones Discharged His Clerks ist ein US-amerikanischer Stummfilm aus dem Jahr 1900. Der Film wurde am 9. Januar 1900 veröffentlicht. Der Film entstand in den Black Maria Studios.

## Filminhalt
Zwei Büroangestellte spielen gemütlich Karten, während ihr Chef Mr. Jones auf seine Geliebte wartet. Als sie schließlich kommt, wollen die Angestellten einen Blick auf das Liebesspiel erhaschen und werden durch ihre Ungeschicklichkeit von ihrem Chef erwischt.

## Hintergrundinformationen
Dem Film folgte die Fortsetzung Why Mrs. Jones Got a Divorce, die wenige Tage später veröffentlicht wurde. Über die Darsteller des Films oder den Regisseur ist nichts bekannt.